# دانشکده دندانپزشکی یاسوج
دانشکده دندانپزشکی دانشگاه علوم پزشکی یاسوج یکی از دانشکده‌های دندانپزشکی ایران وابسته به دانشگاه علوم پزشکی یاسوج در یاسوج است.

## تاریخچه
دانشکده دندانپزشکی یاسوج در سال ۱۳۹۱ توسط دکتر محمد علی یوسفی (اندودنتیست) بنیانگذاری شد. هم‌اکنون ریاست این دانشکده را دکتر مشفع برعهده دارد.